# 劉素 (嘉靖進士)
劉素（1492年—1551年），字文之，號靜虛，直隸保定府祁州深澤縣人，民籍，明朝政治人物。

## 生平
三月初五日生，行一。治《禮記》。由國子生中式順天府鄉試第一百十名舉人，年四十一歲中式嘉靖十一年（1532年）壬辰科會試六十一名，第三甲第四十八名進士。觀通政司政，同年任直隸歙縣知縣，十二年調山東阳谷县。陞戶部主事，歷南京戶部郎中，官至陝西副使卒。

## 家族
曾祖劉海；祖劉逵；父劉潔；母李氏。永感下，妻焦氏。